# Lucien Van Impe
Lucien Van Impe, bijnaam de Kleine van Mere (Mere, deelgemeente van Erpe-Mere, 20 oktober 1946) is een voormalig Belgisch beroepswielrenner. Hij is de laatste Belg die de Ronde van Frankrijk won.

## Biografie
Van Impe was beroepswielrenner van 1969 tot 1987. Hij blonk vooral uit in meerdaagse wedstrijden zoals de Ronde van Frankrijk, die hij in 1976 wist te winnen. Ook stond hij eenmaal als tweede en driemaal als derde op het podium. Vijftien maal kwam hij aan de start en telkens haalde hij de finish in Parijs. Hij is hiermee recordhouder voor België.
Van Impe was bovenal een vermaard klimmer, die met zijn 8 eindoverwinningen in de bergklassementen van 2 van de 3 Grote Rondes de beste van zijn generatie en een der besten uit de geschiedenis genoemd kan worden. Hij werd tweemaal eerste in het bergklassement van de Ronde van Italië, en zes keer eerste in het bergklassement van de Tour de France, Het laatste aantal deelt hij met Federico Bahamontes. Het record is hij in 2004 kwijtgeraakt aan Richard Virenque, die dat jaar voor de zevende maal eerste werd in het bergklassement van de Ronde van Frankrijk. Een van de weinigen, die zich als klimmer in zijn tijd met Van Impe kon meten was de Spanjaard José Manuel Fuente.
In 1975 maakte hij voor de eerste keer kans op de eindoverwinning maar werd hij derde na Bernard Thévenet en Eddy Merckx, die een legendarisch duel uitvochten. Zowel in 1975 als in 1977 verloor hij de Tour van Thévenet, die later toegaf zichzelf voor beide overwinningen gedopeerd te hebben.
In 1976 vocht hij met Joop Zoetemelk diverse keren een duel uit in de bergen. Op Alpe d'Huez won de laatste, maar in de Pyreneeën, op de flanken van de Pla d'Adet, stelde Van Impe zijn zege veilig.
In 1977 startte Lucien Van Impe als een der favorieten in de Tour. Hij kwam ten val door een aanrijding met een auto waardoor hij de tour verloor. De omstandigheden van dat incident waren op zijn zachtst gezegd erg verdacht. Van Impe was goed op weg om de eindzege in de Tour binnen te halen en hij reed op dat moment als geletruidrager ook op kop in de wedstrijd. Toevallig was er geen enkele camera aanwezig en ook zijn ploegwagen was minutenlang nergens te bekennen. Het leidde in elk geval tot een breuk met zijn toenmalige ploegleider (Henry Anglade). Nadien heeft Van Impe altijd volgehouden dat de Fransman zich door de Franse organisatie had laten omkopen om mee te werken aan dit opzet zodat Bernard Thévenet de gele trui kon behalen.
Na drie mindere jaren, waarin hij op zijn retour leek, kwam hij in 1981 terug met een tweede plaats in het eindklassement in de Tour en een eerste plek in het bergklassement. Hij reed daarna nog enkele seizoenen in Italiaanse dienst en wist in de Ronde van Italië nog twee keer beslag te leggen op het bergklassement.
Eendagswedstrijden waren zijn stiel niet, derhalve verraste hij in 1983 door Belgisch wegkampioen te worden.
Hij werd na zijn actieve loopbaan ploegleider, eerst bij het Zweeds-Belgische Unibet.com en in 2008 bij de professionele continentale wielerploeg Accent.Jobs-Willems Veranda's.

## Belangrijkste overwinningen
1968
8e etappe Ronde van de Toekomst
1969
Eindklassement Ronde van Navarra
1971
 Bergklassement Ronde van Frankrijk
1972
12e etappe Ronde van Frankrijk
 Bergklassement Ronde van Frankrijk
1973
3e etappe Ronde van Romandië
3e etappe Midi Libre
12e etappe Ronde van Frankrijk
1975
1e etappe Escalada a Montjuich
14e en 18e etappe Ronde van Frankrijk
 Bergklassement Ronde van Frankrijk
Bergklassement Dauphiné Libéré
1e en 3e etappe Ronde van de Aude
Eindklassement Ronde van de Aude
1976
14e etappe Ronde van Frankrijk
 Eindklassement Ronde van Frankrijk
4e etappe (deel B) Midi Libre
Bergklassement Dauphiné Libéré
2e etappe (deel B) Ronde van de Aude
1977
15e etappe Ronde van Frankrijk
 Bergklassement Ronde van Frankrijk
7e en 8e etappe Ronde van Zwitserland
6e etappe Dauphiné Libéré
Bergklassement Dauphiné Libéré
1979
16e etappe Ronde van Frankrijk
7e etappe (deel A) Ronde van Catalonië
15e etappe Ronde van Spanje
1980
Bergklassement Ronde van Zwitserland
1981
5e etappe Ronde van Frankrijk
 Bergklassement Ronde van Frankrijk
1982
 Bergklassement Ronde van Italië
1983
11e etappe Ronde van Italië
 Bergklassement Ronde van Italië
 Belgisch kampioen op de weg
19e etappe Ronde van Frankrijk
 Bergklassement Ronde van Frankrijk
1984
Criterium van Buggenhout
1986
1e etappe Ronde van de Mijnvalleien
Eindklassement Ronde van de Mijnvalleien

## Resultaten in voornaamste wedstrijden
| Jaar | Ronde van Italië | Ronde van Frankrijk | Ronde van Spanje |
| ---- | ---------------- | ------------------- | ---------------- |
| 1969 |                  | 12e                 |                  |
| 1970 |                  | 6e                  |                  |
| 1971 |                  | ↑                   |                  |
| 1972 |                  | 4e (1)              |                  |
| 1973 |                  | 5e (1)              |                  |
| 1974 |                  | 18e                 |                  |
| 1975 |                  | ↑ (2)               |                  |
| 1976 |                  | ↑ (1)               |                  |
| 1977 |                  | ↑ (1)               |                  |
| 1978 |                  | 9e                  |                  |
| 1979 |                  | 11e (1)             | 5e (1)           |
| 1980 |                  | 16e                 |                  |
| 1981 |                  | ↑ (1)               |                  |
| 1982 | 4e               |                     |                  |
| 1983 | 9e (1)           | 4e (1)              |                  |
| 1984 | 7e               |                     |                  |
| 1985 | 13e              | 27e                 |                  |
| 1986 |                  |                     | 11e              |
| 1987 |                  |                     |                  |

| Jaar | Milaan-San Remo | Gent-Wevelgem | Ronde van Vlaanderen | Amstel Gold Race | Luik-Bast.‑Luik | Ronde van Lombardije | Waalse Pijl | Parijs-Tours | Rund um den Henninger-Turm |  | WK op de weg |  | Wereldranglijsten |
| ---- | --------------- | ------------- | -------------------- | ---------------- | --------------- | -------------------- | ----------- | ------------ | -------------------------- |  | ------------ |  | ----------------- |
| 1969 |                 |               |                      |                  |                 |                      |             | 16e          |                            |  |              |  |                   |
| 1970 |                 |               |                      |                  | 10e             |                      | 11e         |              |                            |  |              |  |                   |
| 1971 |                 |               | 53e                  | 37e              |                 |                      | 47e         | 76e          | 9e                         |  |              |  | 15e (SPP)         |
| 1972 |                 | 86e           |                      |                  | 33e             |                      | 26e         | 117e         |                            |  | 38e          |  | 17e (SPP)         |
| 1973 |                 |               |                      |                  |                 |                      |             |              |                            |  |              |  | 14e (SPP)         |
| 1974 |                 | 82e           |                      |                  | 41e             |                      | 24e         |              |                            |  |              |  |                   |
| 1975 |                 |               |                      |                  | 18e             |                      | 51e         |              |                            |  | 9e           |  | 15e (SPP)         |
| 1976 |                 |               | 13e                  |                  | 21e             |                      | 9e          |              |                            |  |              |  | 5e (SPP)          |
| 1977 |                 |               |                      |                  |                 |                      |             |              |                            |  |              |  | 13e (SPP)         |
| 1978 | 26e             |               |                      |                  |                 |                      |             |              |                            |  |              |  | 43e (SPP)         |
| 1979 |                 |               |                      | 8e               | 6e              | 28e                  | 17e         |              |                            |  |              |  | 25e (SPP)         |
| 1980 |                 |               |                      |                  |                 |                      |             |              |                            |  |              |  |                   |
| 1981 |                 |               |                      |                  |                 |                      | 35e         |              |                            |  |              |  | 19e (SPP)         |
| 1982 |                 |               |                      |                  |                 |                      |             |              |                            |  |              |  |                   |
| 1983 |                 |               |                      |                  |                 |                      |             |              |                            |  | 33e          |  |                   |
| 1984 |                 |               |                      |                  |                 |                      |             |              |                            |  |              |  |                   |
| 1985 |                 |               |                      |                  |                 |                      |             |              |                            |  |              |  |                   |
| 1986 |                 |               |                      |                  |                 |                      |             |              |                            |  |              |  |                   |
| 1987 |                 |               |                      |                  | 87e             |                      |             |              | 46e                        |  |              |  |                   |

## Trivia
- Na zijn Tourzege in 1976 werd hij feestelijk ontvangen in zijn dorp Erpe-Mere, dat grotendeels in het geel geschilderd was. Clark Van Mere bracht toen een single uit met als tekst: Lucien Van Impe den besten, en Thévenet den lesten[2].
- Op 7 juli 2007 werd Lucien Van Impe door climbbybike.com verkozen tot beste klimmer aller tijden voor Marco Pantani.
- Volgens de Volkskrant van zaterdag 7 juli 2007 is Van Impe de enige Tourwinnaar van na 1966 (het jaar dat begonnen werd met dopingcontrole) die nooit is betrapt op doping of van het gebruik ervan beschuldigd. Hij werd wel een maand voorwaardelijk geschorst door de KNWU in 1981 nadat hij in Nederland na de wedstrijd Acht van Chaam na lottrekking niet was komen opdagen bij de dopingcontrole op woensdag 22 juli van hetzelfde jaar.[3][4][5]

Wielerploegen van Lucien Van Impe
Abrahamian ·
Blevin ·
Bon · 
Catieau · 
Crépel ·
Delberghe ·
Denhez ·
Dewaele ·
Ducasse ·
Etter ·
Gilson ·
Graczyk ·
Guiot ·
B. Guyot · 
C. Guyot ·
Hamy ·
Heintz ·
Maho ·
Mintkiewicz · 
Panagiotis ·
Pérez ·
Quinchon ·
Ravaleu ·
Rébillard ·
Theillière ·
Van de Gehuchte ·
Van Impe ·
Wilhelm · 
Zimmermann
Abrahamian ·
Aimar ·
Bellone · 
Billard ·
Brouwer (tot 15/04) ·
Catieau · 
Dewaele ·
Jensen (tot 31/03) ·
Graczyk ·
B. Guyot · 
C. Guyot ·
Heintz ·
Hendrickx ·
Hoban ·
Jansen ·
Lapébie ·
Mintkiewicz · 
Ravaleu ·
Rébillard ·
Ricci ·

Riotte ·
Teirlinck ·
Theillière ·
Van de Gehuchte ·
Van Impe ·
Wilhelm
Aimar ·
Bellone · 
Bernard ·
Catieau · 
Demeyer ·
Guyot · 
Hézard ·
Hoban ·
Jansen ·
Lapébie ·
Mintkiewicz · 
Molineris ·
Rébillard ·
Ricci ·
Riotte ·
Sanquer ·
Teirlinck ·
Van de Gehuchte ·
Van Impe ·
Van Ryckeghem
Blain · 
Botherel ·
Buslot ·
Catieau · 
Delchambre ·
Fin ·
Guillaume · 
Guyot · 
Hézard ·
Mintkiewicz · 
Molineris ·
Pustjens · 
Rabaute ·
Rébillard ·
Ricci ·
Riotte ·
Roques ·
Sanquer ·
Teirlinck ·
Van Impe ·
Van Ryckeghem
Besnard · 
Botherel ·
De Cauwer · 
Dillen ·
Guillemot · 
Guyot · 
Hézard ·
Hubschmid ·
Magni ·
Mintkiewicz · 
Riotte ·
Roques ·
Savary · 
Tabak ·
Teirlinck ·
Tollet ·
Van Impe ·
Van Neste ·
Wilhelm ·
Zweifel
Besnard · 
Botherel ·
De Cauwer · 
Dillen ·
Julien ·
Largeau ·
Le Guilloux ·
Martin ·
Martínez ·
Mattioda ·
McVilly ·
Mintkiewicz · 
Noguès ·
Teirlinck ·
Tollet ·
Van Impe ·
Van Neste ·
Wright ·
Hinault (stagiair)
Arbès · 
Ceulen ·
Chalmel ·
Chassang ·
De Temmerman ·
Dillen ·
Hinault · 
Karstens ·
Lapébie ·
Le Guilloux ·
Leleu ·
Martin ·
Mariano Martínez ·
Martin Martínez ·
Mintkiewicz · 
Quilfen ·
A. Santy ·
G. Santy ·
Teirlinck ·
Van Impe · 

Meslet (stagiair)
Arbès · 
Bossis ·
Chalmel ·
Chassang ·
Dillen ·
Fussien ·
Guimard (tot 15/02) ·
Hinault · 
Leleu ·
Martin ·
Meslet ·
Mintkiewicz · 
Quilfen ·
Santy ·
Teirlinck ·
Van Impe ·
Vasseur ·
Villemiane
Bruyère ·
De Beule ·
Deschoenmaecker ·
Dillen ·
Janssens ·
Laurens ·
Loos ·
Martens ·
Martin ·
Merckx (tot 17/05) ·
Mintkiewicz ·
Walter Planckaert ·
Willy Planckaert ·
Schepers ·
Van Calster · 
F. Van Impe ·
L. Van Impe
Boulanger · 
Ceci · 
Clark · 
Dalgal · 
De Wilde · 
Haghedooren ·
Ilegems · 
Janssens ·
Kools ·   
Messelis · 
Nuttall ·
Peeters · 
Frank Pirard · 
Frits Pirard · 
Schurgers · 
Tourné · 
Van Camp ·
Van Der Vorst (tot 15/06) · 
Van Ende · 
Van Impe ·
Van Oyen ·
Vanhaerens